# Фердинанд фон Линдеман
Карл Луис Фердинанд фон Линдеман (Хановер, 12. април 1852 — Минхен, 6. март 1939) био је немачки математичар. Познат је по доказу да је пи трансцедентан број који је објавио 1882. године.